# Holden Commodore/Berlina/Calais
De Holden Commodore / Berlina / Calais was een automodel van het Australische automerk Holden. Het model was als vierdeurs sedan en vijfdeurs stationwagen beschikbaar. In Azië werd de auto onder de naam Chevrolet Lumina Sedan verkocht, en in Brazilië als Chevrolet Omega Sedan.
De eerste generatie van de Commodore kwam in 1978 op de markt. De Commodore was het basismodel. In 1984 verschenen de beter uitgeruste Commodore Berlina en het topmodel Calais. Vanaf 1988 werd ook de Berlina als apart model verkocht.
De vierde generatie was de laatste die in Australië werd ontworpen en gebouwd. De productie werd in 2017 beëindigd. De vijfde generatie was een badge-engineered tweede generatie Opel Insignia die uit Duitsland werd geïmporteerd. Deze generatie verkocht niet goed en in 2020 werd het model stopgezet. Een jaar later verdween het merk Holden van de markt.
Historische modellen: 
Adventra ·
Apollo ·
Astra ·
Barina ·
Barina Spark ·
Belmont ·
Brougham ·
Business ·
Calibra ·
Camira ·
Caprice/Statesman ·
Captiva 5 ·
Captiva 7 ·
Colorado ·
Combo ·
Commodore ·
Crewman ·
Cruze ·
Drover ·
Epica ·
Frontera ·
Gemini ·
Jackaroo ·
Kingswood ·
Malibu ·
Monaro ·
Nova ·
One Tonner ·
Panel Van ·
Piazza ·
Premier ·
Rodeo ·
Sandman ·
Scurry ·
Shuttle ·
Special ·
Standard ·
Suburban ·
Sunbird ·
Tigra ·
Torana ·
Ute/Utility ·
Utility/Coupe Utility ·
Vectra ·
Viva ·
Volt ·
Zafira
Hoofdseries: 
FX · 
FJ · 
FE · 
FC · 
FB · 
EK · 
EJ · 
EH · 
HD · 
HR · 
HK · 
HT · 
HG · 
HQ · 
HJ · 
HX · 
HZ · 
VB · 
VC · 
VH · 
VK · 
VL · 
VN · 
VP · 
VR · 
VS · 
VT · 
VX · 
VY · 
VZ · 
VE · 
VF
Nevenseries:
WB · 
VG · 
VQ · 
VU · 
WH · 
WK · 
WL · 
WM · 
WN